# Donatello (Teenage Mutant Ninja Turtles)
Donatello (ook wel Don of Donny genoemd) is een personage uit de strips, films en televisieseries van de Teenage Mutant Ninja Turtles (TMNT). Hij is te herkennen aan zijn paarse bandana. Zijn vaste wapen is een bō, die hij soms ook als gereedschap of wandelstok gebruikt.
Donatello is technologisch het genie van de TMNT. Hij kan overweg met veel machines en heeft voor het team veel gadgets en apparatuur gemaakt. Andere persoonlijkheidskenmerken van Donatello variëren per incarnatie van de TMNT. Hij is vernoemd naar de Italiaanse beeldhouwer Donatello.

## Strips
In de originele stripserie van Kevin Eastman en Peter Laird is Donatello over het algemeen niet de Turtle die volop in de schijnwerper staat (behalve misschien in de Mirage Volume 4 strips), maar Laird heeft meerdere malen toegegeven dat Donatello zijn favoriete Turtle is. Daarbij heeft Donatello een grote aanhang van fans, vooral vanwege zijn complexe persoonlijkheid. Hij wordt over het algemeen neergezet als een geek, en is zeer goed met technologie. Zijn vele uitvindingen hebben het team al geregeld uit lastige situaties gered.
Hoewel hij met zijn broers meevecht is Donatello in de originele strips een pacifist en de meest geweldloze Turtle. Hij gebruikt liever zijn verstand en intellect om een probleem aan te pakken. Zijn wapen lijkt dan ook minder dodelijk dan die van zijn broers. Hij heeft zelfs toegegeven pistolen te haten. Ironisch genoeg was het Donatello die The Shredder van een dank afduwde, binnen het bereik van diens granaat. Ook was hij het die in volume 4 voorgoed een einde maakte aan Dr. Baxter Stockman.
In de Mirage Voluem One strips was Donatello min of meer de rechterhand van Leonardo. Hij had grote controle over zijn emoties, in tegenstelling tot Raphael en Michelangelo.
In de Image Comics incarnatie van de TMNT werd Donatello een cyborg nadat zijn lichaam grotendeels was vernietigd als gevolg van een val uit een helikopter. Dit werd echter niet gezien als onderdeel van de "officiële" verhaallijn, en is ook niet meer van toepassing op de hedendaagse strips.
In de huidige strips werd Donatello bij een reis naar Zuid-Amerika gekrompen tot het formaat van een actiefiguurtje door een paar Utroms. Dit effect kon niet worden teruggedraaid (mogelijk door zijn mutatie). Ter compensatie bouwde Don een robot die sterk leek op een Turtle, en die hij van binnenuit kon besturen.

## Eerste animatieserie
In de eerste animatieserie werd Donatello neergezet als een genie die in staat was revolutionaire technologie uit te vinden (hoewel niet duidelijk was hoe hij telkens aan de middelen hiervoor kwam). Hij deed dit vaak om vijanden te bevechten. Hij heeft maar weinig waardering voor mensen en een negatieve kijk op relaties. In de Amerikaanse versie werd zijn stem gedaan door Barry Gordon, die ook de stem van Bebop deed. Greg Berg in 1989 even een vervangend stemacteur.

## Tweede animatieserie
In de tweede animatieserie is Donatello’s persoonlijkheid meer in overeenkomst met zijn stripversie, maar hij is in mindere mate een pacifist. Net als in alle andere incarnaties is hij het genie van de groep. Hij kan vooral goed overweg met April O'Neil, die ook een wetenschapper is. Er werd zelfs gesuggereerd dat hij romanitsche gevoelens had tegenover haar. Donatello is ietwat verlegen en gevoelig, en heeft veel minder de positie van Leonardo’s rechterhand dan in de strips. In tegenstelling tot andere incarnaties van de TMNT is Donatello in deze animatieserie de minst bedreven vechter van de vier. Zijn gebrek aan extreme vechttalenten kan worden verklaard door het feit dat hij zich liever bezighoudt met technologie dan ninjutsu training.
Donatello kan ook goed opschieten met Leatherhead, ook een wetenschapper. In de aflevering "Same As It Never Was" werd getoond hoe belangrijk Donatello voor de groep is. Hierin belandde hij in een alternatieve toekomst waar de Shredder over de wereld heerste, en zijn broers uit elkaar waren gegaan nadat Donatello was verdwenen. Het is ook Donatello die de toekomstige versies van zijn broers weer bij elkaar brengt voor de laatste slag tegen de Shredder. Af en toe is Donatello zelf het middelpunt van een probleem. Hij is een aantal keren gevangen en veranderd in een monsterlijke versie van zichzelf.
Donatello’s stem werd in deze serie gedaan door Sam Regal.
In het Nederlands door Paul Donkers

## Derde animatieserie
In de derde animatieserie heeft Donatello een nieuw uiterlijk gekregen. Donatello is nu de langste van de groep en heeft een spleet tussen zijn tanden. Zijn wapen is eveneens een bo-staf. Hij is verliefd op April O'Neill, die in deze serie een tiener is. Donatello wordt in de derde animatieserie vaak kortweg 'Donnie' genoemd.
De Nederlandse stem van Donatello wordt ingesproken door Martijn van Voskuijlen.

## Films
In de eerste film werd Donatello niet specifiek neergezet als het genie van de groep, hoewel hij wel geregeld zit te prutsen aan allerlei apparaten. Teenage Mutant Ninja Turtles II: The Secret of the Ooze daarentegen maakte duidelijk dat Donatello de slimste en ook meest introspectieve van de groep is. In de eerste film werd Donatello goede vrienden met Casey Jones. In alle andere incarnaties is Raphael de Turtle die het meest met Casey optrekt. In de derde film was Donatello de enige van de Turtles die het zeer verleidelijk vond om niet terug te gaan naar het heden maar altijd in het oude Japan te blijven, waar de vier inmiddels helden waren geworden.
In de eerste en derde film werd Donatello’s stem gedaan door Corey Feldman, en in de tweede door Adam Carl. filled in for the second movie during Feldman's stint in rehabilitation.
In de vierde film, runt Donatello een IT tech support line om geld te verdienen. Hij heeft een meer confronterende relatie met Raphael, vooral omdat hij kwaad is dat volgens hem Raphael niet genoeg doet om zijn familie te steunen. Hij is in de film duidelijk gedwongen de rol van serieuze oudere broer op zich te nemen tijdens Leonardo’s afwezigheid. Zijn stem werd gedaan door Mitchell Whitfield.
In de animatiefilm Teenage Mutant Ninja Turtles: Mutant Mayhem uit 2023 wordt Donatello ingesproken door Micah Abbey, en door Siyabonga Tromp in de Nederlandse nasynchronisatie.

## Videospellen
In de videospellen gebaseerd op de eerste animatieserie is Donatello de Turtle wiens aanvallen het grootste bereik hebben. Ze zijn echter minder effectief dan die van bijvoorbeeld Leonardo. Een uitzondering is het eerste NES spel, waarin Donatello’s aanvallen zowel de meeste schade toebrengen als het grootste bereik hebben. Wel waren zijn aanvallen traag. Dit werd ook in latere spellen verwerkt.